# Galliera (Bolonha)
Galliera é uma comuna italiana da região da Emília-Romanha, província de Bolonha, com cerca de 5.177 habitantes. Estende-se por uma área de 37 km², tendo uma densidade populacional de 140 hab/km². Faz fronteira com Malalbergo, Pieve di Cento, Poggio Renatico (FE), San Pietro in Casale, Sant'Agostino (FE).

## Demografia
| Variação demográfica do município entre 1861 e 2011                               |
|                                                                                   |
| Fonte: Istituto Nazionale di Statistica (ISTAT) - Elaboração gráfica da Wikipedia |